# 戰場女武神4
《戰場女武神4》是世嘉與Media.Vision合作開發的戰場女武神系列第四代作品。2017年11月20日首次宣布本作消息，2018年3月21日在PlayStation 4平台發售，預定2018年9月在任天堂Switch和Xbox One（僅限歐美地區）平台發售。

## 劇情簡介
征曆1935 年，歐洲大陸的版圖一分為二。一邊是共和國國家聯邦組織「聯邦」；另一邊則是君主專制國家「帝國」。擁有壓倒性物資數量的帝國讓聯邦陷入了苦戰，為了扭轉劣勢，聯邦發動了反攻作戰突襲帝國首都，名為「北十字星作戰」。隸屬聯邦軍E小隊的庫羅德也隨軍出征，在與夥伴間的羈絆、被託付的心願，以及各種犧牲之下，達成目標的意志將備受考驗——。
本作舞台是在架空的歐洲大陸爆發的「第二次歐洲大戰」，以東歐帝國聯合與大西洋聯邦機構之間，兩大國爭奪霸權的故事。過去的系列中以小國加利亞公國為主，而這次是以聯邦軍的士兵為故事中心，以不同的視角描繪這場戰爭中主角庫羅德與三位青梅竹馬一同奮戰的故事。

## 追加下载内容
与第7小队的协同战线
限定版专属追加下载内容。

## 備註
1. ↑  . 巴哈姆特電玩資訊站. 2018-06-21  [2018-06-21]. （原始内容存档于2018-06-21）.
2. ↑  Jenni. . Siliconera. 2018-06-19  [2018-06-21]. （原始内容存档于2018-12-24）.

## 外部連結
- （日語）官方网站
- （繁體中文）官方网站